# Captain Future
Captain Future és un heroi de ciència-ficció de revistes Pulp — un científic i aventurer que viatja a l'espai—inicialment publicat a la revista amb el mateix nom des de 1940 a 1944 durant la Segona Guerra Mundial. Tot i que el personatge va ser creat pels editors Mort Weisinger i Leo Margulies la majoria de les històries van ser escrites per l'autor Edmond Hamilton. A partir del personatge s'han generat un nombre significatiu d'adaptacions, entre les quals hi ha un anime japonès entre 1978-79 (キャプテン・フューチャー) que va acabar sent traduït i doblat en diverses llengües i va esdevenir molt popular, particularment en castellà, francès, alemany, italià i àrab. El seu nom francòfon és Capitaine Flam.

## Orígens

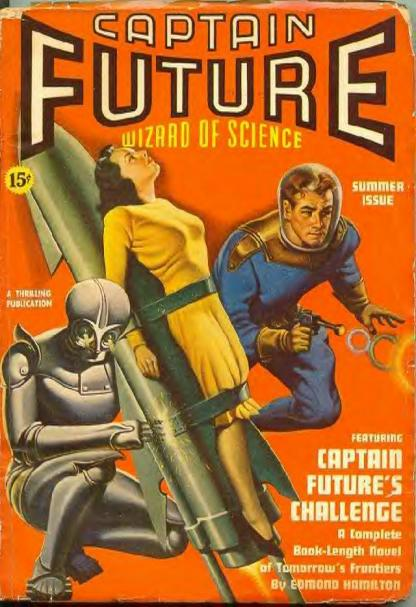
Tercer volum que portava la il·lustració de Earle K. Bergey en portada.

Tot i que erròniament s'atribueix la creació del Captain Future a l'escriptor de ciència-ficció Edmond Hamilton, qui de fet va escriure la majoria de les seves històries, el personatge va ser creat pels editors de Better Publications Mort Weisinger i Leo Margulies durant la 1a Ciència Mundial Convenció de Ficció l'any 1939.

## Històries i art
Les aventures del Captain Future van ser publicades en anglès a revista de tipus pulp entre 1940 a 1951 i es presentaven amb il·lustracions brillants i plenes de colors com les de Earle K. Bergey. El personatge de les revistes està en part basat en les aventures que van aparèixer en la revista homònima que circulava entre 1940 i 1944. Bergey va pintar dotze de les disset portades de Captain Future i unes altres deu de Startling Stories (novel·les de petit format). Cal remarcar que amb il·lustracions com les de Captain Future comencen les seves grans obres en il·lustració deciència-ficció i fantasia.
Mentre els primers quatre volums van ser encapçalats amb el subtítol de "Bruixot de Ciència" la resta de volums van ser encapçalats amb "Home de Demà" amb l'objectiu d'exemplificar la condició humana de l'heroi que es deia Curtis Newton. Un científic brillant i aventurer, Newton viatja a través del sistema solar com a Captain Future solucionant problemes i eliminant supermalvats futuristes. Amb les seves històries, Captain Future va ser el gran heroi en ciència-ficció a la història de les revistes americanes.
La història fa certes assumpcions sobre el sistema solar que poden semblar estranyes avui en dia, però que eren encara plausibles, com a mínim per als lectors, en el moment en el qual van ser escrites. Tots els planetes i moltes de les llunes i asteroides del sistema solar són habitables i estan ocupades per extraterrestres humanoides. Tot i que les primeres històries passen exclusivament al sistema solar esdeveniments posteriors porten al nostre heroi a altres estrelles, altres dimensions i fins i tot al passat i al futur. Com a exemple, es visita l'estrella Deneb que a la història és l'origen dels humans terrestres i d'altres races humanes que viuen en altres planetes.

## Sinopsi
La història comença quan el geni i científic Roger Newton, la seva dona Elaine i el seu col·lega científic Simon Wright marxen del planeta Terra per fer recerca en un laboratori aïllat a la lluna per escapar del Victor Corvo (originalment Victor Kaslan) un polític criminal que pretenia fer servir les invencions i els descobriments de Newton en benefici propi. Com en Simon és vell i està malalt en Roger decideix trasplantar el seu cervell en una carcassa artificial que tot i que originalment estàtica després és equipada amb un sistema motor. Treballant conjuntament, els dos científics creen un robot intel·ligent anomenat Grag, i un androide amb habilitats per canviar de forma anomenada Otho. Un dia, Corvo arriba a la lluna i assassina els Newtons; però abans que pugui utilitzar els fruits de la seva atrocitat Grag i Otho els maten.
Les morts dels Newtons deixen el seu fill, Curtis, per ser criat per un trio inversemblant format per en Otho, en Grag, i en Simon Wright. Sota la seva tutela, en Curtis creix fins a ser un científic brillant, fort i ràpid com qualsevol atleta de campionat. També creix amb un fort sentit de la responsabilitat i esperances de poder utilitzar les seves habilitats científiques per ajudar persones. Amb aquest objectiu, es fa dir Capità Futur i anomena a la seva colla (Simon, Otho i Grag) com els Futuremen (homes del futur) en les futures històries.
Altres personatges recurrents a la història són el vell mariscal Ezra Gurney; l'agent Joan Randall, una atractiva agent de la Patrulla Planetària (qui desenvolupa un interès romàntic per Curtis), i James Carthew, el president de l'oficina del sistema solar que és dins de la Ciutat de Nova York i que crida al Capita Futur en necessitat extrema.
En Captain Future s'enfronta a molts enemics durant la seva carrera, però el seu arxienemic és Ul Quorn, qui és l'únic enemic recurrent que apareix dins de dues històries diferents. Ell és en part Marcià, però també el fill d'en Victor Corvo, qui va assassinar els Newtons. Quorn és un científic amb habilitats que rivalitzen les del Capità Futur.

## Volums
| Volum      | Títol                                     | Autor              | Publicació               | Data              |
| ---------- | ----------------------------------------- | ------------------ | ------------------------ | ----------------- |
| 1          | Captain Future and the Space Emperor      | Edmond Hamilton    | Captain Future           | Hivern de 1940    |
| 2          | Calling Captain Future                    | Edmond Hamilton    | Captain Future           | Primavera de 1940 |
| 3          | Captain Future's Challenge                | Edmond Hamilton    | Captain Future           | Estiu de 1940     |
| 4          | The Triumph of Captain Future             | Edmond Hamilton    | Captain Future           | Tardor de 1940    |
| 5          | Captain Future and the Seven Space-Stones | Edmond Hamilton    | Captain Future           | Hivern de 1941    |
| 6          | Star Trail to Glory                       | Edmond Hamilton    | Captain Future           | Primavera de 1941 |
| 7          | The Magician of Mars                      | Edmond Hamilton    | Captain Future           | Estiu de 1941     |
| 8          | The Lost World of Time                    | Edmond Hamilton    | Captain Future           | Tardor de 1941    |
| 9          | Quest Beyond the Stars                    | Edmond Hamilton    | Captain Future           | Hivern de 1942    |
| 10         | Outlaws of the Moon                       | Edmond Hamilton    | Captain Future           | Primavera de 1942 |
| 11         | The Comet Kings                           | Edmond Hamilton    | Captain Future           | Estiu de 1942     |
| 12         | Planets in Peril                          | Edmond Hamilton    | Captain Future           | Tardor de 1942    |
| 13         | The Face of the Deep                      | Edmond Hamilton    | Captain Future           | Hivern de 1943    |
| 14         | Worlds to Come                            | Joseph Samachson   | Captain Future           | Primavera de 1943 |
| 15         | Star of Dread                             | Edmond Hamilton    | Captain Future           | Estiu de 1943     |
| 16         | Magic Moon                                | Edmond Hamilton    | Captain Future           | Hivern de 1944    |
| 17         | Days of Creation                          | Joseph Samachson   | Captain Future           | Primavera de 1944 |
| 18         | Red Sun of Danger                         | Edmond Hamilton    | Startling Stories        | Primavera de 1945 |
| 19         | Outlaw World                              | Edmond Hamilton    | Startling Stories        | Hivern de 1946    |
| 20         | The Solar Invasion                        | Manly Wade Wellman | Startling Stories        | Tardor de 1946    |
| SS01       | The Return of Captain Future              | Edmond Hamilton    | Startling Stories        | Gener de 1950     |
| SS02       | Children of the Sun                       | Edmond Hamilton    | Startling Stories        | Maig de 1950      |
| SS03       | The Harpers of Titan                      | Edmond Hamilton    | Startling Stories        | Setembre de 1950  |
| SS04       | Pardon My Iron Nerves                     | Edmond Hamilton    | Startling Stories        | Novembre de 1950  |
| SS05       | Moon of the Unforgotten                   | Edmond Hamilton    | Startling Stories        | Gener de 1951     |
| SS06       | Earthmen No More                          | Edmond Hamilton    | Startling Stories        | Març de 1951      |
| SS07       | Birthplace of Creation                    | Edmond Hamilton    | Startling Stories        | Maig de 1951      |
| Side Story | Treasure on Thunder Moon                  | Edmond Hamilton    | Amazing Stories          | Abril de 1942     |
| Side Story | Forgotten World                           | Edmond Hamilton    | Thrilling Wonder Stories | Hivern de 1946    |

## Les llunes de Plutó
Calling Captain Future és rellevant, ja que posa nom a tres (aleshores no descobertes) llunes de Plutó, Charon, Styx, i Cerberus seguint els personatges mitològics associats al déu grec Pluto; per casualitat, tots tres noms van ser posteriorment utilitzats per la comunitat científica com a noms per a les llunes del planeta nan (tot i que per Cerberus van utilitzar la versió grega).